# Universidad de Economía de Cracovia
La Universidad de Economía de Cracovia (en polaco: Uniwersytet w Ekonomiczny Krakowie) es una de las cinco universidades públicas de ciencias económicas en Polonia y la mayor del país. Es también una de las tres universidades más grandes de Cracovia. Tiene cerca de 21.000 estudiantes. Llegó a existir en 1925.